# Pietro Franza
Pietro Franza (Messina, 2 gennaio 1969) è un imprenditore e dirigente sportivo italiano.

## Gruppo Franza
A capo del Gruppo Franza c'è la holding finanziaria  Cofimer S.p.A.
Il Gruppo ha un fatturato di circa 150 milioni di euro e conta un migliaio di dipendenti, tra fissi e stagionali.
Il  Gruppo Franza opera principalmente nei seguenti settori di attività:
- Settore armatoriale: con la gestione del servizio di autotraghettamento nello Stretto di Messina (tratta Messina - Villa S. Giovanni), nella tratta Milazzo - Isole Eolie e nelle tratte Messina - Salerno e Catania - Napoli;
- Settore turistico: con la gestione di strutture turistico-alberghiere, sia di proprietà che di terzi e di servizi turistici extra alberghieri;
- Settore immobiliare: con attività legate sia alla gestione di immobili di proprietà che trading immobiliare.

## F.C. Messina Peloro
Pietro Franza entra nel mondo del calcio il 26 luglio 2002, rilevando, da Emanuele Aliotta, il pacchetto di maggioranza della società calcistica del FC Messina, militante nel campionato di Serie B. Nella prima stagione sotto la sua gestione, datata 2002-2003, il Messina ottiene una sofferta salvezza, colta nelle ultime giornate. L'annata seguente segna il ritorno in Serie A della squadra peloritana a distanza di 39 anni, con allenatore Bortolo Mutti.
Nell'estate del 2005, dopo il campionato di massima serie, la FIGC non iscrive il Messina per la successiva edizione 2005-2006, secondo la federazione a causa di alcune irregolarità fiscali. Dopo aver inutilmente esperito tutti i gradi della giustizia sportiva, Franza decide di ricorrere alla giustizia amministrativa.
Il TAR del Lazio ed il Consiglio di Stato ammettono la squadra in Serie A, ma la stagione si conclude con la retrocessione in Serie B, visto il 18º piazzamento finale.
Tuttavia, in seguito alle sentenze dello scandalo Calciopoli, il club ottiene la riammissione in massima categoria con il 17º posto in classifica, per via della retrocessione a tavolino della Juventus all'ultima posizione. Il torneo successivo, però, si conclude anch'esso con la retrocessione, dato che i peloritani terminano ultimi in graduatoria.
L'anno seguente in Serie B (2007-2008), il Messina chiude al 14º posto, ma, nell'estate a venire, la famiglia Franza rende nota l'intenzione di uscire dalla società, per via di una situazione divenuta insostenibile per dei debiti finanziari accumulati; ogni tentativo però si rivela senza successo. Pietro Franza decide allora di non iscrivere la squadra alla Serie B 2008-2009, chiedendole alla FIGC un posto nella Serie D. La società sportiva fallisce nel novembre dello stesso 2008, anche se, nel frattempo, riesce a partecipare al campionato dilettanti subito dopo la mancata iscrizione tra i cadetti.
Il 24 marzo 2009 ha fine il lungo calvario per i Franza, giorno in cui un imprenditore romano, Alfredo Di Lullo, rileva all'asta il titolo della squadra giallorossa.